# Liga dos Campeões da CONCACAF de 2010–11 – Fase de Grupos
Todos os horários são do fuso UTC-4
| Classificados para a Fase Final |
| Eliminados                      |

## Grupo A
| Equipe         | PJ | V | E | D | GF | GC | SG  | PG |
| -------------- | -- | - | - | - | -- | -- | --- | -- |
| Real Salt Lake | 6  | 4 | 1 | 1 | 17 | 11 | +6  | 13 |
| Cruz Azul      | 6  | 3 | 1 | 2 | 15 | 9  | +6  | 10 |
| Toronto FC     | 6  | 2 | 2 | 2 | 5  | 7  | −2  | 8  |
| Árabe Unido    | 6  | 1 | 0 | 5 | 4  | 14 | −10 | 3  |

| 17 de Agosto de 2010 | Toronto FC           | 2 - 1     | Cruz Azul   | BMO Field, Toronto                             |
| 20:00                | Šarić 3' · Mista 44' | Relatório | Giménez 90' | Público: 16,862 Árbitro: JAM Courtney Campbell |

| 18 de Agosto de 2010 | Real Salt Lake           | 2 - 1     | Árabe Unido         | Rio Tinto Stadium, Sandy               |
| 22:00                | Saborío 45', 90+4' (pên) | Relatório | Borchers 13' (g.c.) | Público: 10,626 Árbitro: CAN Paul Ward |

| 24 de agosto de 2010 | Árabe Unido | 1 - 0     | Toronto FC | Estadio Agustín Sánchez, La Chorrera   |
| 22:00                | Caesar 40'  | Relatório |            | Público: 501 Árbitro: ELS Marlon Mejia |

| 25 de agosto de 2010 | Cruz Azul                                | 5 - 4     | Real Salt Lake                                         | Estádio Azul, Cidade do México            |
| 20:00                | Orozco 5', 75', 87', 89' · Giménez 90+3' | Relatório | Saborío 23' (pên), 43' · Espíndola 64' · Johnson 90+2' | Público: 3,400 Árbitro: HON Oscar Moncada |

| 15 de setembro de 2010 | Árabe Unido | 0 – 6     | Cruz Azul                                                     | Estadio Rommel Fernandez, Cidade do Panamá |
| 22:00                  |             | Relatório | Orozco 10', 22', 27' · E. Villa 69', 81' · Max Biancucchi 87' | Público: 2,975 Árbitro: USA Terry Vaughn   |

| 15 de setembro de 2010 | Real Salt Lake                                                   | 4 – 1     | Toronto FC       | Rio Tinto Stadium, Sandy                                    |
| 22:00                  | Beckerman 21' · Olave 40' · Saborío 69' (pên) · Paulo Araujo 79' | Relatório | Maicon Santos 9' | Público: 11,579 Árbitro: MEX Mauricio Rafael Morales Ovalle |

| 21 de setembro de 2010 | Cruz Azul | 0 - 0    | Toronto FC | Estádio Azul, Cidade do México                 |
| 22:00                  |           | Rlatório |            | Público: 5,280 Árbitro: GUA Juan Carlos Guerra |

| 22 de setembro de 2010 | Árabe Unido                   | 2 - 3     | Real Salt Lake                      | Estadio Rommel Fernandez, Cidade do Panamá |
| 20:00                  | Aguilar 2' · Angulo 51' (pên) | Relatório | Will Johnson 10', 43' · Saborío 36' | Público: 500 Árbitro: MEX Benito Archundia |

| 28 de setembro de 2010 | Toronto FC   | 1 - 1     | Real Salt Lake | BMO Field, Toronto                         |
| 20:00                  | Peterson 20' | Relatório | Morales 67'    | Público: 10,581 Árbitro: BRB Trevor Taylor |

| 28 de setembro de 2010 | Cruz Azul                   | 2- 0      | Árabe Unido | Estádio Azul, Cidade do México             |
| 20:00                  | Villa 1' · Cortés 47' (pên) | Relatório |             | Público: 5,015 Árbitro: CRC Walter Quesada |

| 19 de outubro de 2010 | Toronto FC   | 1 - 0     | Árabe Unido | BMO Field, Toronto                                 |
| 20:00                 | Attakora 30' | Relatório |             | Público: 10,385 Árbitro: MEX Roberto Garcia Orozco |

| 19 de outubro de 2010 | Real Salt Lake                     | 3 - 1     | Cruz Azul    | Rio Tinto Stadium, Sandy                  |
| 22:00                 | Paulo Araujo 43', 67' · Warner 69' | Relatório | Villaluz 71' | Público: 20,468 Árbitro: ELS Joel Aguilar |

## Grupo B
| Equipe        | PJ | V | E | D | GF | GC | SG  | PG |
| ------------- | -- | - | - | - | -- | -- | --- | -- |
| Santos Laguna | 6  | 4 | 1 | 1 | 19 | 7  | +12 | 13 |
| Columbus Crew | 6  | 4 | 0 | 2 | 10 | 4  | +6  | 12 |
| Municipal     | 6  | 2 | 2 | 2 | 9  | 13 | −4  | 8  |
| Joe Public    | 6  | 0 | 1 | 5 | 7  | 21 | −14 | 1  |

| 18 de agosto de 2010 | Joe Public               | 2 - 5     | Santos Laguna                             | Marvin Lee Stadium, Tunapuna             |
| 20:00                | Hislop 11' · Hoshide 44' | Relatório | Cárdenas 9', 24', 66', 76' · Enriquez 90' | Público: 900 Árbitro: PAN Roberto Moreno |

| 18 de Agosto de 2010 | Columbus Crew | 1 - 0     | Municipal | Columbus Crew Stadium, Columbus                   |
| 20:00                | Ekpo 14'      | Relatório |           | Público: 5,745 Árbitro: MEX Roberto Garcia Orozco |

| 24 de agosto de 2010 | Santos Laguna | 1 - 0     | Columbus Crew | Nuevo Estadio Corona, Torreón              |
| 22:00                | Estrada 90+3' | Relatório |               | Público: 4,700 Árbitro: PAN Luis Rodriguez |

| 26 de agosto de 2010 | Municipal     | 1 – 1     | Joe Public  | Estadio Mateo Flores, Cidade da Guatemala    |
| 22:00                | Rodríguez 77' | Relatório | Lewis 90+3' | Público: 2,498 Árbitro: EUA Baldomero Toledo |

| 14 de setembro de 2010 | Columbus Crew                         | 3 - 0     | Joe Public | Columbus Crew Stadium, Columbus          |
| 20:00                  | Griffit 47' · Garey 51' · Lenhart 79' | Relatório |            | Público: 5,445 Árbitro: GUA Walter Lopez |

| 14 de setembro de 2010 | Municipal                          | 2 - 2     | Santos Laguna               | Estadio Mateo Flores, Cidade da Guatemala   |
| 22:00                  | Rodríguez 28' · Castillo 87' (pên) | Relatório | Ruiz 8' (pên) · Peralta 13' | Público: 10,414 Árbitro: CRC Walter Quesada |

| 21 de setembro de 2010 | Columbus Crew | 1 - 0     | Santos Laguna | Columbus Crew Stadium, Columbus               |
| 20:00                  | Mendoza 87'   | Relatório |               | Público: 6,298 Árbitro: JAM Courtney Campbell |

| 23 de setembro de 2010 | Joe Public         | 2 - 3     | Municipal                        | Marvin Lee Stadium, Tunapuna           |
| 20:00                  | Toussaint 15', 67' | Relatório | Ramírez 17', 48' · Guevara 90+2' | Público: 500 Árbitro: ELS Joel Aguilar |

| 29 de setembro de 2010 | Municipal        | 2 - 1     | Columbus Crew | Estadio Mateo Flores, Cidade da Guatemala |
| 22:00                  | Ramírez 19', 39' | Relatório | Iro 44'       | Público: 3,545 Árbitro: HON José Pineda   |

| 29 de setembro de 2010 | Santos Laguna                                                      | 5 - 1     | Joe Public   | Nuevo Estadio Corona), Torreón          |
| 22:00                  | Reyes 4' · Torres 14' · Quintero 60' · Cárdenas 67' · Figueroa 79' | Relatório | Baptiste 32' | Público: 7,000 Árbitro: EUA Mark Geiger |

| October 19, 2010 | Santos Laguna                                                 | 6 - 1     | Municipal    | Nuevo Estadio Corona, Torreón              |
| 20:00            | Peralta 20', 51' · Ludueña 27', 87' · Ruiz 40' · Quintero 81' | Relatório | Castillo 39' | Público: 3,600 Árbitro: PAN Roberto Moreno |

| 21 de outubro de 2010 | Joe Public     | 1 - 4     | Columbus Crew                                         | Marvin Lee Stadium, Tunapuna                |
| 20:00                 | Noel 27' (pên) | Relatório | Mendoza 20' · Rentería 50' (pên), 81' · Oughton 90+2' | Público: 110 Árbitro: GUY Stanley Lancaster |

## Grupo C
| Equipe              | PJ | V | E | D | GF | GC | SG | PG |
| ------------------- | -- | - | - | - | -- | -- | -- | -- |
| Monterrey           | 6  | 5 | 1 | 0 | 11 | 4  | +7 | 16 |
| Saprissa            | 6  | 3 | 1 | 2 | 11 | 7  | +4 | 10 |
| Marathón            | 6  | 2 | 0 | 4 | 5  | 11 | −6 | 6  |
| Seattle Sounders FC | 6  | 1 | 0 | 5 | 6  | 11 | −5 | 3  |

| 17 de agosto de 2010 | Monterrey     | 1 - 0     | Saprissa | Estadio Tecnológico, Monterrey               |
| 22:00                | de Nigris 25' | Relatório |          | Público: 12,042 Árbitro: EUA Ricardo Salazar |

| 19 de agosto de 2010 | Marathón                      | 2 - 1     | Seattle Sounders FC | Estadio Olimpico Metropolitano, San Pedro Sula |
| 22:00                | Paz 27' · Cardozo 45+1' (pên) | Relatório | Levesque 17'        | Público: 1,990 Árbitro: GUA Juan Carlos Guerra |

| 25 de agosto de 2010 | Seattle Sounders FC | 0 - 2     | Monterrey                   | Qwest Field, Seattle                      |
| 22:00                |                     | Relatório | Cardozo 41' · de Nigris 58' | Público: 22,513 Árbitro: ELS Joel Aguilar |

| 26 de agosto de 2010 | Saprissa                                               | 4 – 1     | Marathón    | Estádio Ricardo Saprissa Aymá, San José                  |
| 22:00                | Sequeira 34' · Arrieta 52' · Martinez 77' · Alonso 86' | Relatório | Berríos 32' | Público: 2,899 Árbitro: MEX Paul Enrique Delgadillo Haro |

| 14 de setembro de 2010 | Monterrey                   | 2 - 0     | Marathón | Estádio Tecnológico, Monterrey            |
| 20:00                  | de Nigris 23' · Paredes 55' | Relatório |          | Público: 9,628 Árbitro: JAM Raymond Bogle |

| 14 de setembro de 2010 | Saprissa                | 2 - 0     | Seattle Sounders FC | Estádio Ricardo Saprissa Aymá, San José             |
| 22:00                  | Guzman 56' · Alemán 81' | Relatório |                     | Público: 3,000 Árbitro: MEX Marco Antonio Rodríguez |

| 22 de setembro de 2010 | Monterrey                                   | 3 - 2     | Seattle Sounders FC           | Estádio Tecnológico, Monterrey            |
|                        | de Nigris 74' · Suazo 75' · Pérez 78' (pên) | Relatório | Pérez 28' (g.c.) · Fucito 44' | Público: 19,697 Árbitro: HON Marlon Mejia |

| 22 de setembro de 2010 | Marathón                        | 2 - 1     | Saprissa    | Estadio Olimpico Metropolitano,San Pedro Sula |
| 22:00                  | Berríos 49' · Sirias 64' (g.c.) | Relatório | Arrieta 66' | Público: 1,820 Árbitro: PAN Roberto Moreno    |

| 28 de setembro de 2010 | Saprissa                   | 2 - 2     | Monterrey                  | Estádio Ricardo Saprissa Aymá, San José  |
| 22:00                  | Meza 16' (g.c.) · Mena 65' | Relatório | Rodríguez 5' · Carreño 31' | Público: 1,635 Árbitro: EUA Terry Vaughn |

| 29 de setembro de 2010 | Seattle Sounders FC | 2 - 0     | Marathón | Qwest Field, Seattle                   |
| 22:00                  | Fucito 21', 68'     | Relatório |          | Público: 11,768 Árbitro: CAN Paul Ward |

| 20 de outubro de 2010 | Seattle Sounders FC | 1 - 2     | Saprissa                   | Qwest Field, Seattle                     |
| 22:00                 | Jaqua 17'           | Relatório | Arrieta 26' · Martínez 89' | Público: 11,434 Árbitro: TTO Neal Brizan |

| 20 de outubro de 2010 | Marathón | 0 - 1     | Monterrey   | Estadio Olimpico Metropolitano, San Pedro Sula |
| 22:00                 |          | Relatório | Santana 69' | Público: 500 Árbitro: GUA Walter Lopez         |

## Grupo D
| Equipe                | PJ | V | E | D | GF | GC | SG  | PG |
| --------------------- | -- | - | - | - | -- | -- | --- | -- |
| Olimpia               | 6  | 4 | 1 | 1 | 12 | 7  | +5  | 13 |
| Toluca                | 6  | 3 | 1 | 2 | 15 | 5  | +10 | 10 |
| Puerto Rico Islanders | 6  | 2 | 2 | 2 | 8  | 10 | −2  | 8  |
| FAS                   | 6  | 0 | 2 | 4 | 2  | 15 | −13 | 2  |

| 17 de agosto de 2010 | Puerto Rico Islanders | 1 - 1     | Olimpia    | Estádio Juan Ramón Loubriel, Bayamon                       |
| 20:00                | Addlery 40'           | Relatório | Copete 68' | Público: 2,632 Árbitro: MEX Marco Antonio Rodríguez Moreno |

| 18 de agosto de 2010 | FAS | 0 - 0     | Toluca | Estadio Cuscatlán, San Salvador            |
| 22:00                |     | Relatório |        | Público: 3,500 Árbitro: CRC Walter Quesada |

| 25 de agosto de 2010 | Puerto Rico Islanders                   | 4 - 1     | FAS       | Estádio Juan Ramón Loubriel, Bayamon    |
| 20:00                | Foley 16' · Faña 22', 45' · Addlery 84' | Relatório | Reyes 24' | Público: 2,050 Árbitro: TTO Neal Brizan |

| 26 de agosto de 2010 | Toluca                                             | 4 – 0     | Olimpia | Estadio Nemesio Díez, Toluca                   |
| 20:00                | Cuevas 4', 10' · Mancilla 63' · Arévalo 86' (g.c.) | Relatório |         | Público: 7,463 Árbitro: CRC Hugo Alvarado Cruz |

| 15 de setembro de 2010 | Toluca                                         | 3 – 0     | Puerto Rico Islanders | Estadio Nemesio Díez, Toluca            |
| 20:00                  | Gonazález 18' · Cuevas 76' (pên) · Cerda 90+2' | Relatório |                       | Público: 5,165 Árbitro: HON José Pineda |

| 16 de setembro de 2010 | Olimpia        | 2 – 0     | FAS | Estadio Tiburcio Carias Andino, Tegucigalpa    |
| 20:00                  | Rojas 14', 81' | Relatório |     | Público: 9,200 Árbitro: CRC Hugo Alvarado Cruz |

| 22 de setembro de 2010 | FAS | 0 - 0     | Puerto Rico Islanders | Estadio Cuscatlán, San Salvador                          |
| 22:00                  |     | Relatório |                       | Público: 3,500 Árbitro: MEX Paul Enrique Delgadillo Haro |

| 23 de setembro de 2010 | Olimpia                | 2 - 1     | Toluca           | Estadio Tiburcio Carias Andino, Tegucigalpa |
| 22:00                  | García 14' · Rojas 25' | Relatório | Cuevas 39' (pên) | Público: 4,654 Árbitro: GUA Walter López    |

| 29 de setembro de 2010 | Puerto Rico Islanders        | 3 - 2     | Toluca            | Estádio Juan Ramón Loubriel, Bayamon      |
| 20:00                  | Foley 54' · Horst 70', 90+1' | Relatório | Mancilla 10', 23' | Público: 4,122 Árbitro: JAM Raymond Bogle |

| 30 de setembro de 2010 | FAS       | 1 - 4     | Olimpia                                        | Estadio Cuscatlán, San Salvador          |
| 22:00                  | López 72' | Relatório | Bruschi 29', 45+2' · Barahona 52' · Lozano 89' | Público: 1,000 Árbitro: EUA Jair Marrufo |

| 20 de outubro de 2010 | Toluca                                                   | 5 - 0     | FAS | Estadio Nemesio Díez, Toluca            |
| 20:00                 | Mancilla 19', 56', 90' · Cuevas 55' (pên) · Calderón 87' | Relatório |     | Público: 3,985 Árbitro: EUA Mark Geiger |

| 20 de outubro de 2010 | Olimpia                       | 3 - 0     | Puerto Rico Islanders | Estadio Tiburcio Carias Andino, Tegucigalpa  |
| 22:00                 | Rojas 53', 77' · de Souza 81' | Relatório |                       | Público: 5,550 Árbitro: MEX Benito Archundia |